# Noruega nos Jogos Olímpicos de Inverno de 1932
A Noruega mandou 19 competidores que disputaram cinco modalidades nos Jogos Olímpicos de Inverno de 1932, em Lake Placid, nos Estados Unidos. A delegação conquistou 10 medalhas no total, sendo três de ouro, quatro de prata, e três de bronze.